# Чентро Урбано (Салерно)
Чентро Урбано је насеље у Италији у округу Салерно, региону Кампанија.
Према процени из 2011. у насељу је живело 522 становника. Насеље се налази на надморској висини од 631 м.